# Christoph Hammer
Christoph Hammer (Ensdorf, 12 giugno 1966) è un direttore d'orchestra, pianista e musicologo tedesco, specialista in esecuzioni musicali con strumenti storici.

## Biografia
Studia organo presso l'Accademia di Musica e Teatro di Monaco di Baviera e musicologia all'Università di Monaco  e  all'Università della California, Los Angeles. Dal 1989 si dedica agli strumenti a tastiera storici, in particolare al fortepiano.
Famoso come solista e musicista da camera, suona con numerosi ensemble di musica barocca, come il Concerto Köln, la Netherlands Chamber Orchestra, la Los Angeles Baroque Orchestra.
Di rilievo anche l'impegno come direttore d'orchestra: dal 1992 è fondatore e direttore musicale dell'orchestra barocca Neue Hofkapelle München, ed è direttore ospite della Bremer Philharmoniker e dell'Orchestra Sinfonica di Monaco.
La sua attività di musicologo lo impegna nella riscoperta dei compositori meno conosciuti, e nello studio dell'interpretazione originale delle opere.
Nel 2002 riceve il Kulturförderpreis des Freistaats Bayern; nel 2003 fonda il Residenzwoche München.
Nelle sue incisioni, prodotte anche dalla Oehms Classics, propone spesso musica inedita del XVII-XVIII secolo, scritta per le residenze ducali bavaresi o per i centri monastici.
In Italia ha suonato anche con Ella Sevskaya.
Dal 2002 al 2008 ha insegnato all'Accademia di Musica e Teatro di Monaco di Baviera.  Dal 2009 è docente in fortepiano e clavicembalo presso l'University of North Texas di Denton.

## Discografia
- 2004 – Franz Lachner, Sängerfahrt, Op. 33, und andere Lieder nach Gedichten von Heine (Oehms classics)
- 2004 – Lieder nach Gedichten von König Ludwig I. von Bayern (Oehms classics)
- 2006 – Johann Nepomuk Hummel, Werke für Hammerklavier (Oehms classics)
- 2006 – Giovanni Battista Ferrandini, Catone in Utica, Neue Hofkapelle München e Christoph Hammer (Oehms classics)
- 2008 – Robert Schumann, Claras Klavier (Ars Produktion)
- 2008 – Pietro Torri, La Baviera (Ars Produktion)
- 2009 – Antonio Bertali, Le Massacre Des Innocents, Neue Hofkapelle München e Christoph Hammer (Orf)
- 2010 – Clavierwerke (Orf)